# Delémont
Delémont és un municipi suís del cantó del Jura, cap del districte de Delémont i també capital del mateix cantó. A més, és la seu del parlament i del govern del Jura des del 1979. A data de 2022 té una població de 12.636 residents permanents. Els habitants son majoritàriament francòfons i catòlics.